# René Keffel
René Keffel (* 14. Januar 1968) ist ein ehemaliger deutscher Fußballtorhüter.

## Karriere
Als A-Jugendlicher wechselte Keffel von seinem Heimatverein SV Bonames zu Viktoria Preußen Frankfurt, wo er zuletzt auch im Herrenbereich aktiv war. 1986 wechselte er zu Kickers Offenbach. Dort begann er bei der Reservemannschaft und kam einige Jahre später in den Kader der ersten Mannschaft. 1994 stand er mit dem OFC im Finale der Deutschen Amateurmeisterschaft, wo man Preußen Münster mit 0:1 Toren unterlag. Keffel absolvierte in der 2. Bundesliga 1999/2000 sieben Spiele, ansonsten spielte er mit dem OFC in der Ober- und Regionalliga. Dort war der 1,86 m große Keffel zwischenzeitlich Stammtorwart.
Seit 2004 arbeitet er bei den Kickers als Torwarttrainer. Er führt auch eine Torwartschule.